# Ahtahkakoop 104
Ahtahkakoop 104 är ett reservat i Kanada.   Det ligger i provinsen Saskatchewan, i den centrala delen av landet, 2 400 km väster om huvudstaden Ottawa.
Omgivningarna runt Ahtahkakoop 104 är en mosaik av jordbruksmark och naturlig växtlighet. Runt Ahtahkakoop 104 är det mycket glesbefolkat, med 4 invånare per kvadratkilometer.